# Norra Nånö
Norra Nånö är en småort i Estuna socken i Norrtälje kommun, Stockholms län vid riksväg 76. 